# بطولة تونس للكرة الطائرة للرجال 2016–17
بطولة تونس للكرة الطائرة للرجال 2016-2017 هو الموسم رقم 62 من بطولة تونس للكرة الطائرة للرجال.

فاز بهذا الموسم الترجي الرياضي التونسي.

## روابط خارجية
- الموقع الرسمي للجامعة التونسية للكرة الطائرة.